# Fenilhidroxilamină
Fenilhidroxilamina (N-fenilhidroxilamina) este un compus organic cu formula chimică C6H5NHOH. Este un intermediar între perechea redox de compuși aromatici cu azot C6H5NH2 și C6H5NO. Fenilhidroxilamina nu trebuie confundată cu izomerii săi α-fenilhidroxilamină și O-fenilhidroxilamină.

## Obținere
Acest compus poate fi preparat prin reducerea nitrobenzenului cu zinc în prezența NH4Cl.
Alternativ, acesta poate fi preparat prin hidrogenarea prin transfer a nitrobenzenului, utilizând hidrazină ca sursă de H2, pe un catalizator de rodiu.

## Proprietăți
Fenilhidroxilamina este instabilă la încălzire, iar în prezența acizilor tari suferă reacție de transpoziție cu ușurință la 4-aminofenol, prin transpoziție Bamberger:
Oxidarea fenilhidroxilaminei în prezență de dicromat formează nitrozobenzen.
Ca și alte hidroxilamine, aceasta reacționează cu aldehidele pentru a forma nitrone; un exemplu ilustrativ este condensarea cu benzaldehida pentru a forma difenilnitrona, un compus 1,3-dipolar bine cunoscut:
{\displaystyle {\ce {C6H5NHOH + C6H5CHO -> C6H5N(O)=CHC6H5 + H2O}}}
Fenilhidroxilamina este atacată de surse de cation nitrozil, NO+, formând complexul denumit cupferonă (N-nitrozo-N-fenilhidroxilamină):
C6H5NHOH + C4H9ONO + NH3 → NH4[C6H5N(O)NO] + C4H9OH